# Юго-Западное Папуа
Ю́го-За́падное Па́пуа (индон. Papua Barat Daya) — провинция Индонезии. Вопреки названию, географически расположена не в юго-западной, а в северо-западной части индонезийской территории острова Новая Гвинея, западной оконечности полуострова Чендравасих и близлежащем архипелаге Раджа-Ампат. Созданная в декабре 2022 года за счёт выделения из состава провинции Западное Папуа, она стала 38-й провинцией страны.
Население — 621 904 человека, площадь — 39 123 км². В состав провинции входят следующие административно-территориальные единицы второго уровня: городской муниципалитет Соронг, в котором находится административный центр провинции, и пять округов: Соронг, Южный Соронг, Майбрат, Тамбраув и Раджа-Ампат.
Отличается богатой природой. На самом западе находится природный парк Раджа-Ампат, где обитает множество морских животных, в том числе, кораллы, кожистая черепаха, манта и китовая акула. На суше растут дождевые леса, есть горы. Тамбраув является центром экотуризма, будучи известен редкими и красивыми видами птиц.
Административный центр, Соронг, является нефтяным и газовым хабом, а также главным морским портом западной части Новой Гвинеи. Таким образом, это один из самых развитых городов на острове.

## История
Юго-Западное Папуа было выделено из состава провинции Западное Папуа в конце 2022 года. Исполняющим обязанности губернатора назначен Мухаммад Мусаад, ранее работавший в министерстве инвестиций.

## География

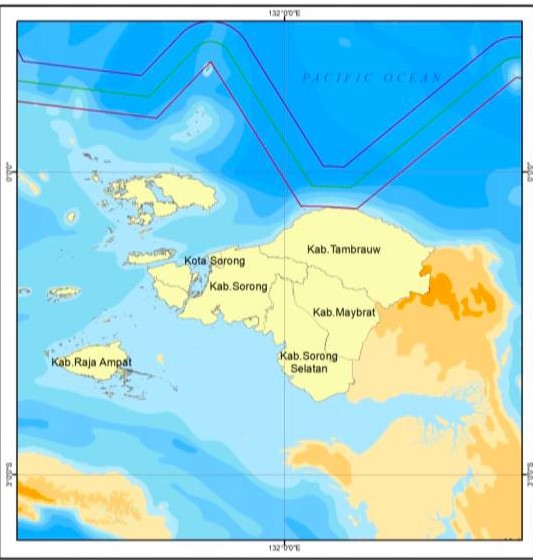
Административная карта провинции.

Горы
- Квока в Тамбрауве
- Тамарау — там же

Озёра
- Фраму в Майбрате
- Утер — там же

Реки
- Кохоин в Южном Соронге
- Каис — там же
- Панта-Капал — там же
- Варсвай в Тамбрауве
- Вовей — там же

## Население

### Этнический состав

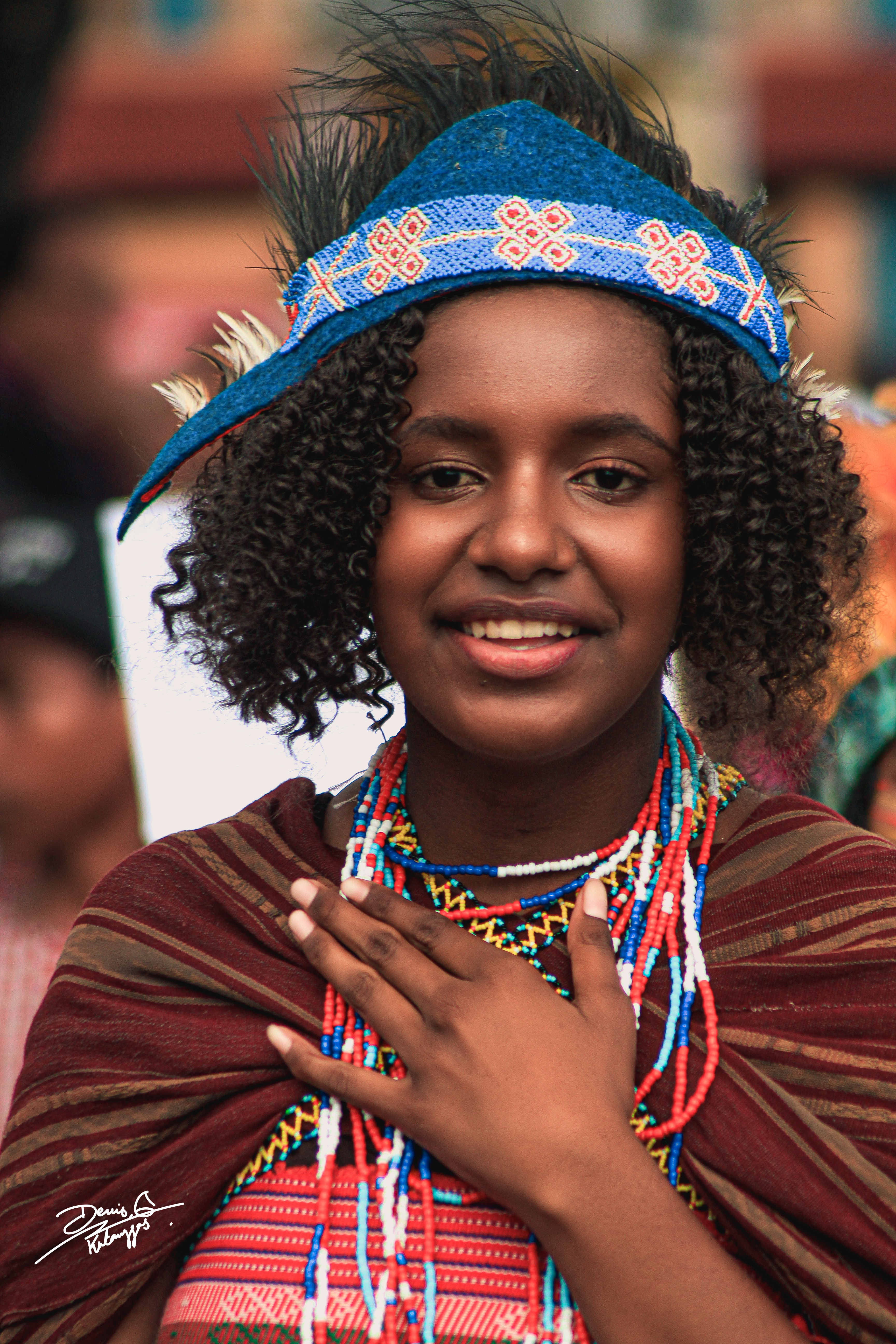
Женщина из коренного народа аямару.

Этнический состав провинции весьма разнообразен. На полуострове Чандрамасих проживают представители 52 народов. Например, народ мой (маламой), населяющий округ и город Соронг и народ майбрат, включающие такие субэтнические группы, как аямару, айтиньо и айфат, населяющие округа Майбрат и Южный Соронг. Из народа аямару происходят такие известные индонезийцы, как футболисты Боаз Солосса и Рики Камбуя. К числу прочих этносов относятся майа (на побережье), матбут и амбер (на островах Раджа-Ампат). Абун, миях и мпур в округе Тамбраув; техит в Теминабуане и кокода в Соронге, в большинстве своём мусульмане.

### Языки
Народы Юго-Западного Папуа говорят на множестве местных языков и наречий (не менее 46). В качестве лингва-франка используется папуасско-малайский.
В Соронге распространён язык ямуети. В округе Майбрат — одноимённый язык, а также камбран, майсомара и покоро. В округе Раджа-Ампат — амбел, батанта, гебе, майа, салафен, самате, селегоф, тепин и вардо. В округе Соронг — ас, эфпан, эсаро, калабра, мой-сигин, мораид, паламул, сегет и валиам. В Южном Соронге — аве, фкур, имиван, каис, кокода, салкма, техит, ябен и яхадиан-мугим. В округе Тамбраув — абун, абун-гии, ирирес, карон, мпур и мпур-пантай. Классификация многих местных языков остаётся дискуссионной. Так, например, причисление западно-доберайских языков к группе западнопапуасских носит гипотетический характер и оспаривается многими специалистами.

### Религиозный состав
Большинство населения провинции — протестанты. Согласно официальной статистике, 61,65 % считают себя христианами, из них 54,5 % — протестанты и 7,16 % — католики. Ислам исповедуют 38,14 % населения, 0,1 % — индуизм и столько же — буддизм.

## Образование
В Юго-Западном Папуа помимо среднего, есть заведения и высшего образования — как государственные, так и частные. В их число входит и Университет Папуа.

## Галерея

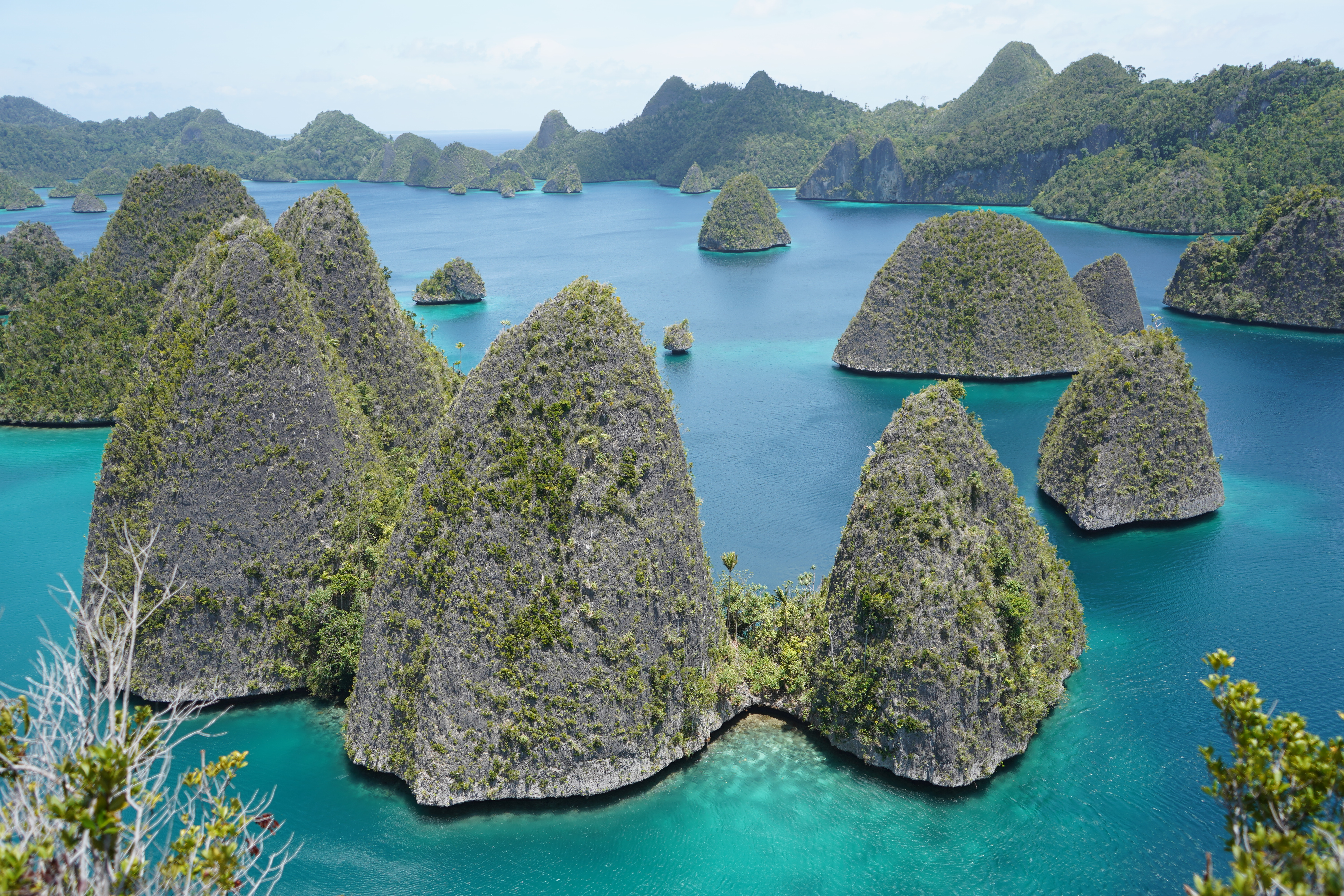
Остров Ваджаг из числа островов Раджа-Ампат.